# Basilio di Ostrog
Basilio di Ostrog (in serbo: Василије Острошки, Vasilije Ostroški; Mrkonjići, 28 dicembre 1610 – Ostrog, 29 aprile 1671) è stato un vescovo ortodosso e santo serbo sotto l'Impero ottomano, vescovo di Zahumlje in Erzegovina.

## Biografia
Nacque nel paese di Popova nel 1610 e, già nella giovinezza, entrò nel monastero dell'Assunzione di Tvrdoš diventandone monaco.
Le opere agiografiche sulla sua vita ci riferiscono che, nonostante la sua saggezza e il suo severo ascetismo riconosciutili da tutto il clero, a causa della sua modestia, Basilio non desiderò mai salire nella scala gerarchica ecclesiastica e che fu ordinato vescovo contro il suo stesso volere. Sottomettendosi tuttavia a quello che gli sembrò il volere dello Spirito Santo accettò tale nomina impegnandosi nel porre in essere il proprio ufficio nel migliore dei modi. Nonostante la sua nomina continuò a vivere nel monastero di Tvrdoš poi, quando questo fu distrutto dalle truppe turche, si spostò in Montenegro, dove fondò il monastero di Ostrog. Durante la sua carica episcopale prese parte a un pellegrinaggio a Monte Athos. Dalla tradizione popolare furono lui attribuiti numerosi miracoli.

## Culto
Dopo la sua morte, avvenuta nel 1671, fu seppellito nel monastero di Ostrog, e la sua tomba, posta in una chiesa-caverna dello stesso, diventò presto un luogo di pellegrinaggio non solo per i cristiani di fede ortodossa, ma anche per cattolici e musulmani che riconoscevano in Basilio l'alta statura morale e, in qualche caso, credevano nei racconti di miracolose guarigioni avvenute sulla sua tombe. Il monastero di Ostrog è oggi uno dei maggiori siti di pellegrinaggio presenti nei Balcani e verso di esso giunge annualmente un gran numero di pellegrini, solitamente durante la Pentecoste.
San Basilio è commemorato dalla Chiesa ortodossa serba il 12 maggio (29 aprile secondo il calendario giuliano).